# اقلیم نیمه‌خشک

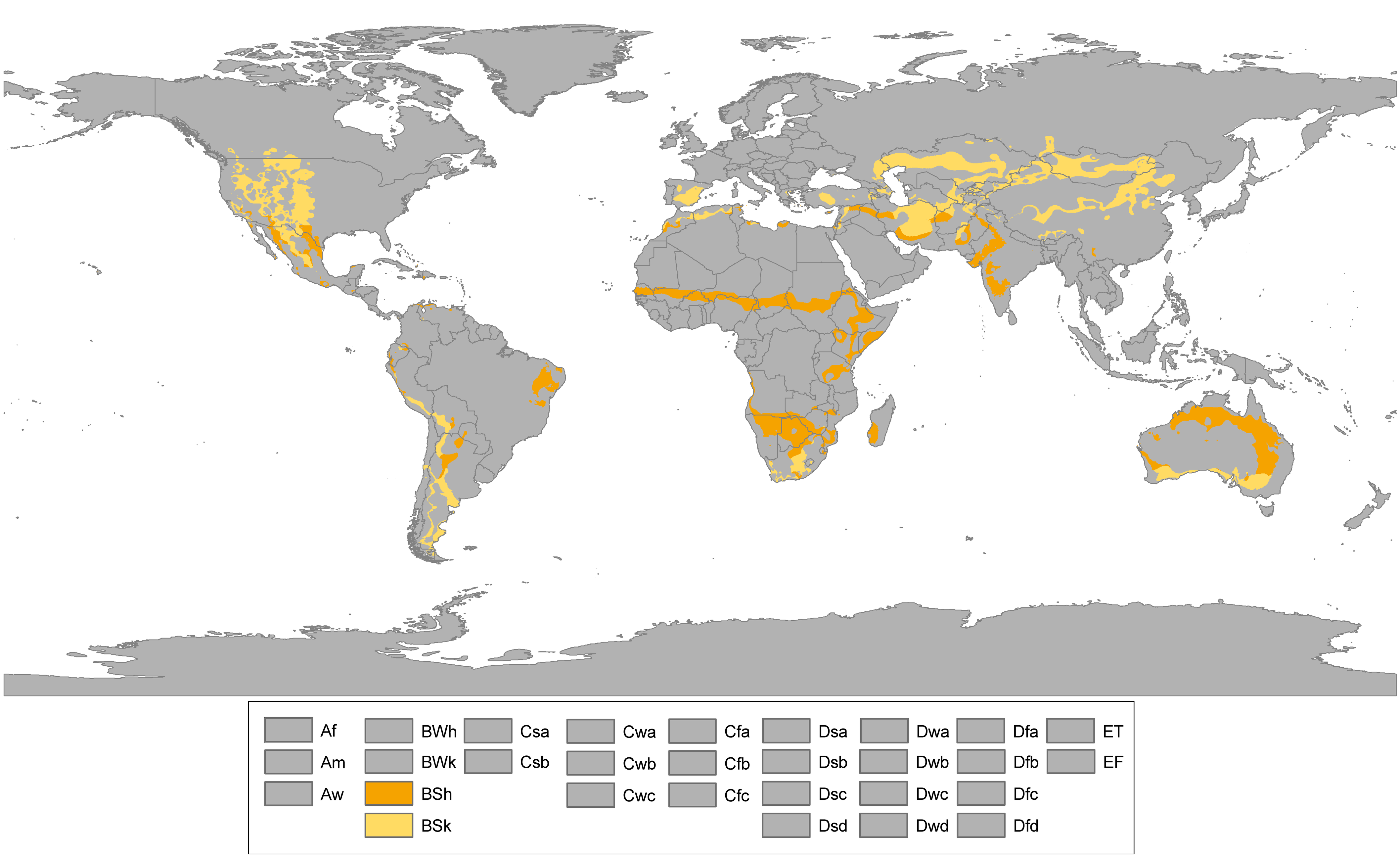
مناطق دارای آب و هوا نیمه خشک

اقلیم نیمه خشک یا اقلیم استپ به آب و هوایی گفته می‌شود که امکان تعریق و تبخیر آب در آن وجود دارد ولی نه در حد بسیار زیاد. این اقلیم به دو صورت «نیمه خشک گرم» و «نیمه خشک سرد» وجود دارد.